# نصب بوريس باسترناك
نصب بوريس باسترناك التذكاري (بالروسية: Памятник Борису Пастернаку) هو نصب تذكاري يقع بالقرب من مسرح و أوبرا بيرم في مدينة بيرم بروسيا.
تم افتتاحه في 12 يونيو 2009.